# Глазная мазь
Глазная мазь (укр. Очна мазь) — російськомовний апологетичний інформаційний вебсайт, який діє з 1999 року і має на меті викрити хибні думки сучасного християнства, напрями, які, на думку авторів сайту, суперечать Біблії, є єрессю тощо, з позиції баптизма та раннього про-православного християнства. 

## Структура вебсайту
Структурно сайт складається з розділів, посилання на які розташовані у верхній частині сторінки. Один із розділів веде на окремий підрозділ сайту — форум. Під списком розділів знаходиться логотип сайту. Нижче зліва розташовуються матеріали (статті, свідчення, відеозаписи тощо), які можна коментувати, а справа — можливість e-mail-підписки, посилання на «відеобесіди» (див. нижче), навігаційні посилання, останні коментарі, засоби зв'язку (посилання на канали YouTube, Twitter, Facebook, Google+), цитата для роздумів, посилання на аналогічні апологетичні вебсайти, та хмарка тегів.

## Вміст сайту
Основою сайту є розміщення відеозаписів та статей, суттю яких є, на думку авторів, викриття фальшивих та нехристиянських вчень харизматів, п'ятдесятників і частково адвентистів сьомого дня. 
Нищівно критикуються такі явища в християнській середі, як глосолалія (говоріння на «інших» мовах), суботництво, самореалізація замість таланту, такі напрями, як п'ятдесятництво, харизматичний рух, модернізм та лібералізм у християнстві, «Рух віри», «Торонтське благословення», «евангеліє процвітання» тощо. Псевдовчителями Божого слова автори сайту вважають Олексія Лєдяєва, Бенні Хінна, Джойс Майєр, Кеннета Хейгіна, Сандея Аделаджу та інших діячів християнства. В статтях наводяться аргументи, приклади невідповідності вчення Божому слову, відеозаписи з аналогічним вмістом. Слід також зазначити, що факти в статтях викликають неоднозначні відгуки серед читачів: від тих, хто дякує автору сайту за «відкриття істини та викриття фальшивого вчення» до тих, хто категорично проти сайту і вважає, що його мета — спаплюжити християн, а також те, що не варто судити інших (Євангеліє від Матвія 7:1: Не судіть, щоб і вас не судили). Див. детальніше нижче в розділі «Приклади статей».
З 30 листопада 2012 щоп'ятниці адміністратор сайту Володимир Хубірьянц спільно з адміністратором «спорідненого» сайту «Єресі — ні!» Альбертом Ісаковим проводять відеобесіди, відповідаючи на запитання відвідувачів сайту стосовно вмісту статей та інших матеріалів, розміщених на вебсайтах, а також стосовно протестантських віровчень. Дані бесіди завантажуються на канал YouTube, після чого доступні на сайті.

## Зовнішні посилання на вебсайт та його оцінки
- Каталог християнських сайтів Маранафа [Архівовано 16 березня 2013 у Wayback Machine.]
- Свідчення адміністратора вебсайту[недоступне посилання з липня 2019]
- Відеозапис тих, хто вважає авторів «Очної мазі» наклепниками - Rutube[недоступне посилання з липня 2019]
- Збірник християнських ресурів Джерело [Архівовано 15 травня 2021 у Wayback Machine.]
- Рекомендовано до відвідування: Очна мазь - сайт апологетики здорового вчення [Архівовано 18 серпня 2010 у Wayback Machine.]
- Оцінка про сайт учасників відомого Інтернет-ресурсу
- Посилання на сайт як на каталог про найпопулярніші хибні думки в сучасних церквах [Архівовано 17 жовтня 2013 у Wayback Machine.]
- Посилання на сайт із каталогу АПОРТ[недоступне посилання з липня 2019]

### Приватні оцінки учасників християнських форумів
- На форумі JesusChrist: [Архівовано 5 березня 2016 у Wayback Machine.], ,  [Архівовано 5 березня 2016 у Wayback Machine.]
- На форумі evangelie.ru: [Архівовано 18 листопада 2011 у Wayback Machine.],  [Архівовано 21 жовтня 2008 у Wayback Machine.]
- На форумі безпосередньо «Очної мазі»:

## Приклади статей
- Моральний вигляд Олексія Лєдяєва та його церкви [Архівовано 31 грудня 2010 у Wayback Machine.]
- Сіті лукавого [Архівовано 12 червня 2011 у Wayback Machine.]
- Бенні Хінн: помазанець чи шахрай? [Архівовано 31 грудня 2010 у Wayback Machine.]
- Тарантизм: велике пробудження або психопатична епідемія? [Архівовано 28 серпня 2012 у Wayback Machine.]
- Лаодикійська церква і дух релігії [Архівовано 30 грудня 2010 у Wayback Machine.]
- Фальшиві пророки останніх днів [Архівовано 30 грудня 2010 у Wayback Machine.]
- Остання спроба, або Чому Орал Робертс знову не зміг себе зцілити [Архівовано 14 червня 2011 у Wayback Machine.]
- Ласкаво просимо до Нового Посольства Божого [Архівовано 30 грудня 2010 у Wayback Machine.]

На прикладі принаймні цих статей можна детально проаналізувати стиль, у якому вони написані. Відповідно, серед коментарів можна знайти дуже суперечливі відгуки як щодо конкретних статей, так і щодо стилю сайта взагалі.